# Kasteel van Mirandola
Het Kasteel van Mirandola (Italiaans: Castello dei Pico) is een kasteel gelegen in het historische centrum van Mirandola in de Italiaanse provincie Modena. Het kasteel behoorde toe aan het huis Pico, dat van 1311 tot 1711 over Mirandola heerste. Het vormt samen met het stadhuis een icoon van de stad Mirandola.
Het kasteel ligt aan het Piazza della Costituente. Het kasteel werd in 2006 gerestaureerd na vele jaren van verwaarlozing, maar werd vervolgens zwaar beschadigd door de aardbevingen Noord-Italië 2012, waardoor het weer onbruikbaar werd.

## Geschiedenis

### Oorsprong

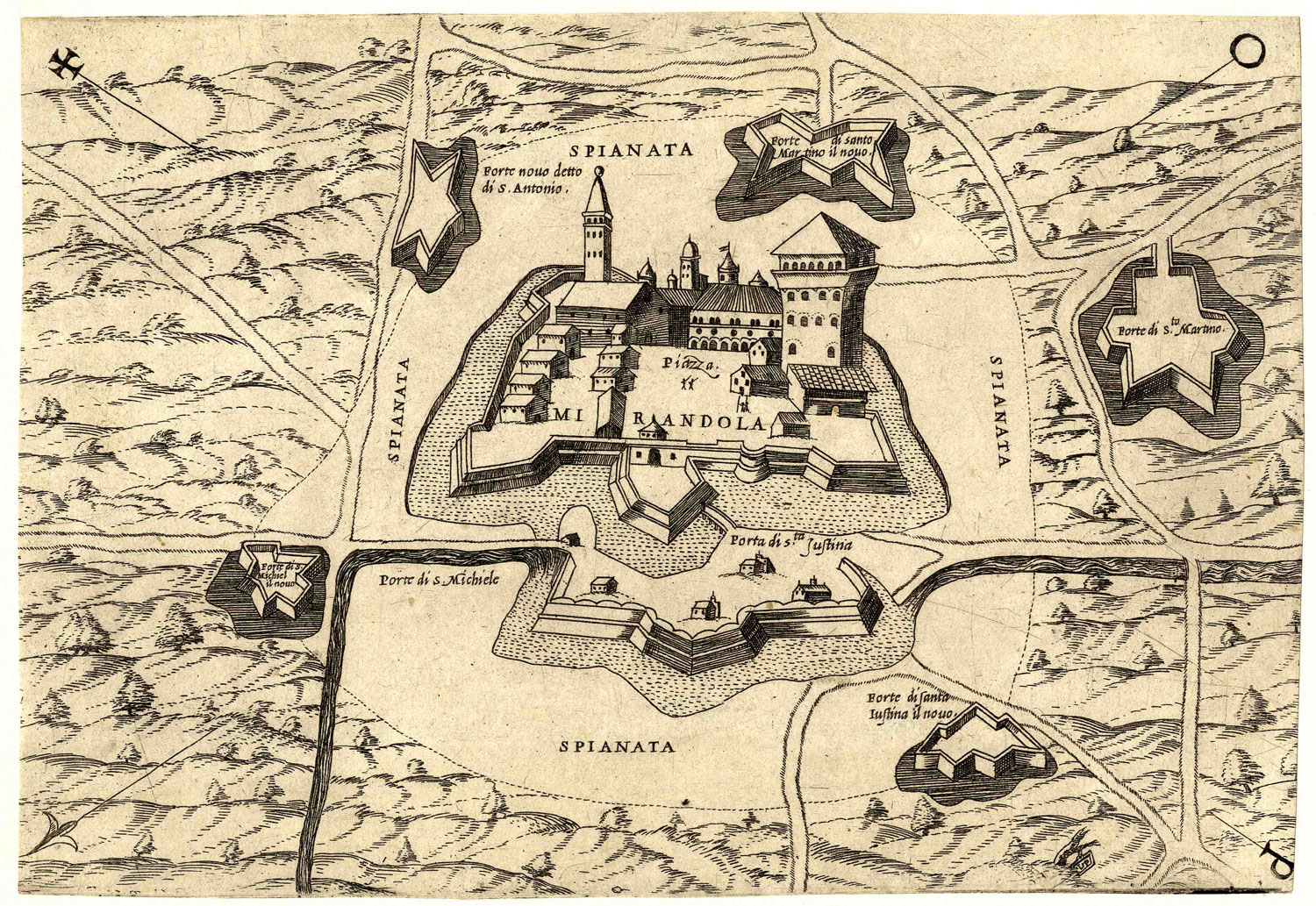
Het kasteel van Mirandola (circa 1550)

De eerste bewijzen van het bestaan van het kasteel dateren uit het jaar 1102, hoewel er waarschijnlijk eerder een primitieve nederzetting van de Longobarden was rond het jaar 1000.
Het kasteel lag op een strategische positie langs de keizerlijke weg (die Duitsland met Rome verbond) en het werd later uitgebreid tot een grote vierhoek omgeven door een gracht.

### Renaissanceperiode

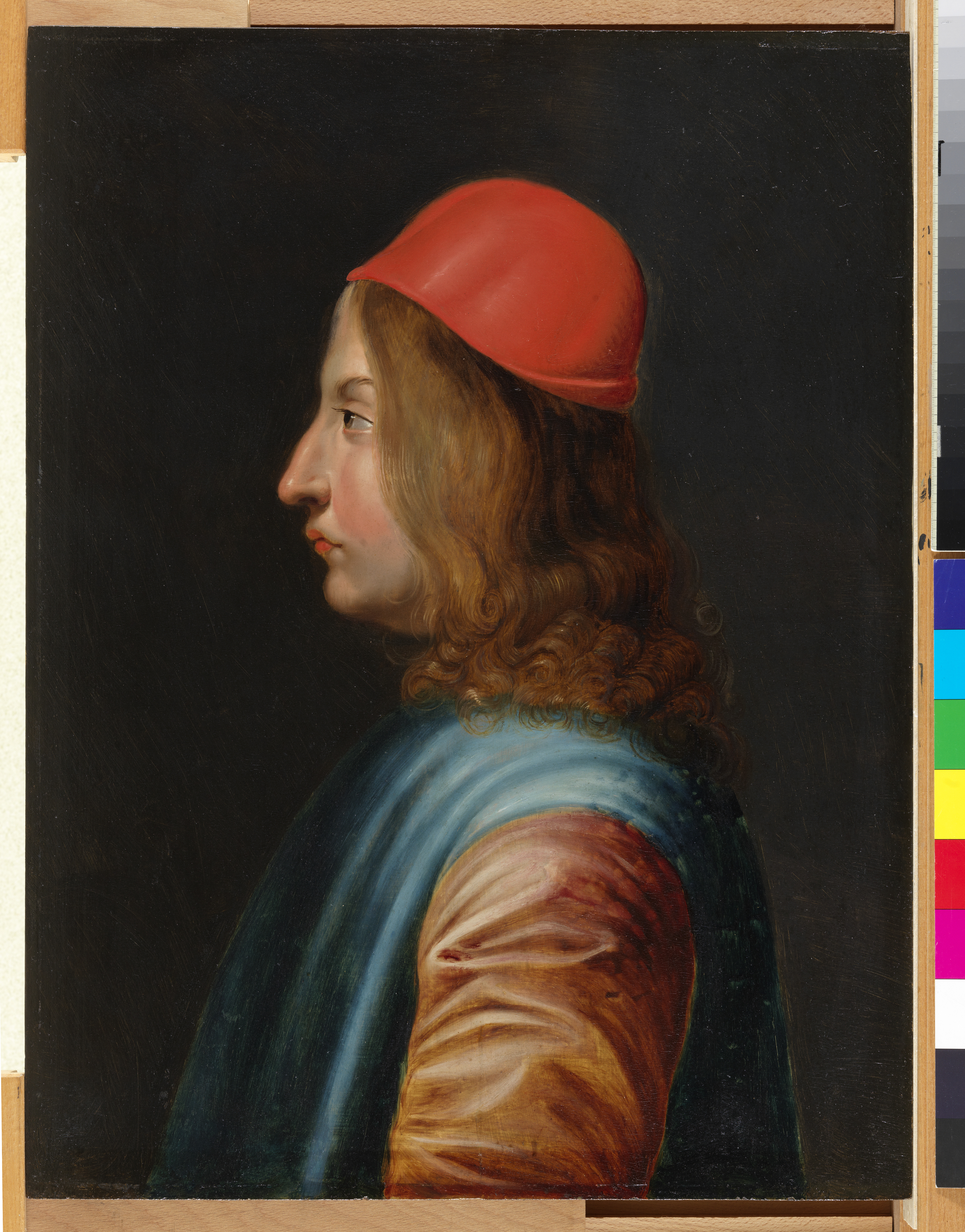
Portret van Giovanni Pico della Mirandola, Peter Paul Rubens, schilderij, Museum Plantin-Moretus, Antwerpen

In 1500 bouwde Gianfrancesco II Pico della Mirandola de massieve donjon, il Torrione (de Grote Toren), die bekend stond als onneembaar. De stad werd verschillende keren belegerd, waaronder de beroemdste, de belegering van 1510-1511 door paus Julius II en de belegering van 1551 door paus Julius III.
Het huis Pico verkreeg in 1617 de titel van hertog en verrijkte het kasteel tot het een van de belangrijkste en weelderigste paleizen in de Povlakte werd. Zo waren er onder andere verschillende schilderijen van de Venetianen Palma il Giovane en Sante Peranda verzameld in de vleugel Galleria Nuova (Nieuwe Galerij).
Het kasteel bood onderdak aan paus Julius II, keizer Leopold I, Aldus Manutius, Borso d'Este en Ercole I d'Este, Rodolfo Gonzaga en keizer Frans I Stefan.

### Verval

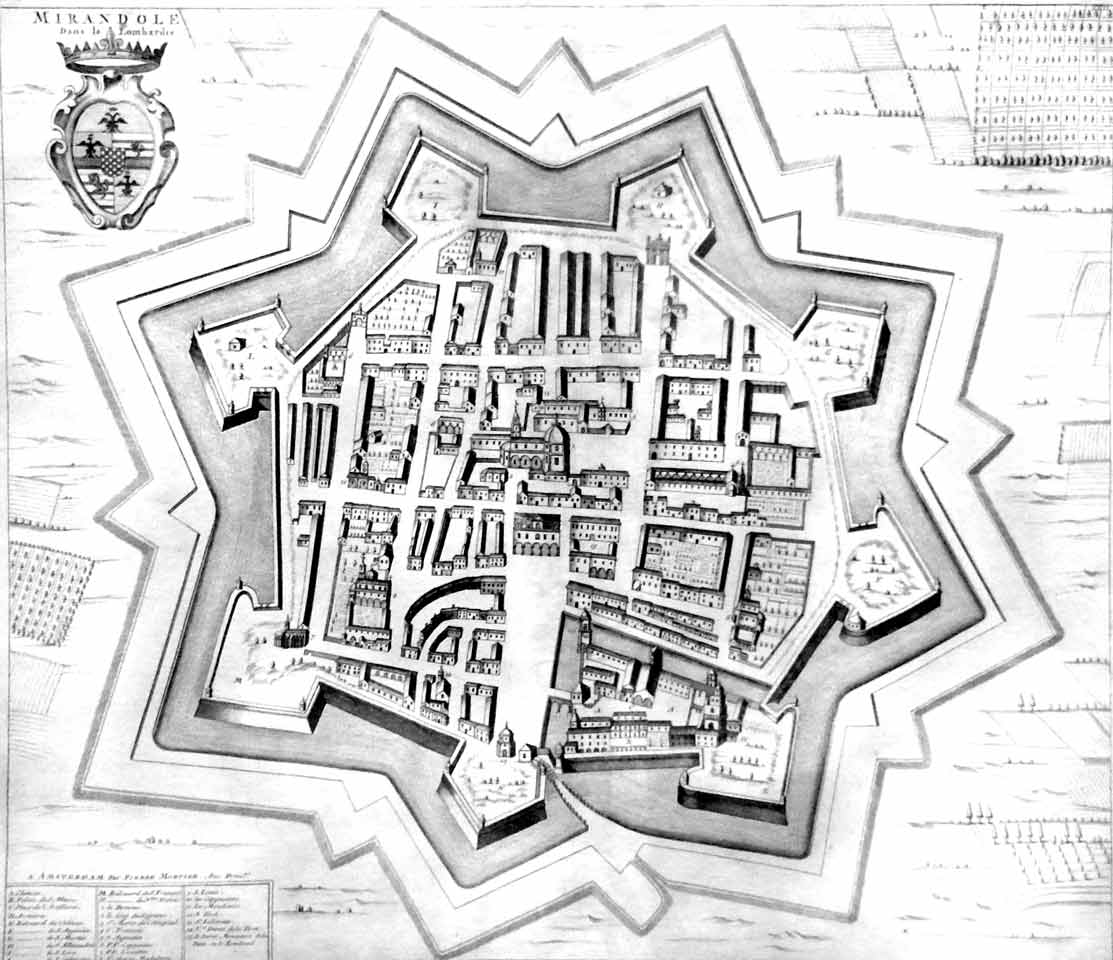
Muren van Mirandola in de 18e eeuw

Nadat het huis Este in 1711 de macht overnam, begon de stad Mirandola in verval te raken. In 1714 veroorzaakte een blikseminslag een explosie van buskruit in de donjon en een groot deel van het kasteel werd verwoest. Ook alle gebouwen en kerken in het centrum van de stad werden ernstig beschadigd. Tegen het einde van de 18e eeuw lieten de hertogen van Modena delen van het kasteel afbreken. In 1783 beval Ercole III d'Este, hertog van Modena, de verdere afbraak van het hertogelijk paleis van Mirandola, de verlaging van de muren van de stad en het dempen van de slotgrachten. Kort daarna werden alle andere torens afgebroken (behalve de klokkentoren op het centrale plein). Andere delen van de stadsmuren werden afgebroken in de napoleontische tijd. Op 24 februari 1867 bepaalde de Italiaanse regering dat de stadsmuur van Mirandola niet langer werd beschouwd als een versterkt werk, waardoor de aangrenzende gronden niet langer onderworpen waren aan militaire dienstbaarheid. De definitieve afbraak van alle vestingwerken (muren en wallen) dateert uit de periode van 1876 tot 1896. Het gemeentebestuur besloot hiertoe als tewerkstellingsproject om de werkloosheid te bestrijden: de vrijgekomen grond, de gevonden middeleeuwse historische vondsten en het bouwmateriaal werden allemaal verkocht.

### Modern tijdperk
Rond de jaren 1930 trachtte het stadsbestuur de oude donjon van het kasteel (verwoest door brand in 1714) te herbouwen, waarbij een massieve neogotische toren ontstond die uitkeek op het centrale plein. De moderne toren wordt gekenmerkt door Ghibellijnse kantelen met een zwaluwstaartvormige inkeping aan de bovenkant.
Na de Tweede Wereldoorlog werd het kasteel bewoond door 52 families (ongeveer 200 personen), terwijl de salons werden gebruikt voor feesten en carnavals. Na jaren van verwaarlozing werd het kasteel gerestaureerd en in 2006 heropend voor het publiek, met een museum en een cultureel centrum, inclusief een auditorium en tentoonstellingsruimten.

### Aardbevingen van 2012
Na de ernstige schade door de aardbeving van 2012 in Emilia is het kasteel gesloten voor toeristen. In eerste instantie werden dringende veiligheidswerken uitgevoerd. Nadat minister van Cultureel Erfgoed en Toerisme Massimo Bray de herstelling van het historisch-artistiek-cultureel erfgoed van Mirandola had beloofd, keurde de gemeenteraad in april 2016 - vier jaar na de aardbeving - een eerste herstelplan goed. Dit betrof een geschatte uitgave van ongeveer 4 miljoen euro, gefinancierd door de regio Emilia-Romagna.
De schade aan het 20e-eeuwse deel bedraagt ongeveer 600.000 euro, terwijl alleen de veiligheidswerken 400.000 euro hadden gekost.
De collecties oude kaarten en gouden munten zijn tijdelijk overgebracht naar een bankkluis in Modena, terwijl alle schilderijen tijdelijk zijn ondergebracht in het hertogelijk paleis van Sassuolo.

## Beschrijving

### Hertogelijk paleis

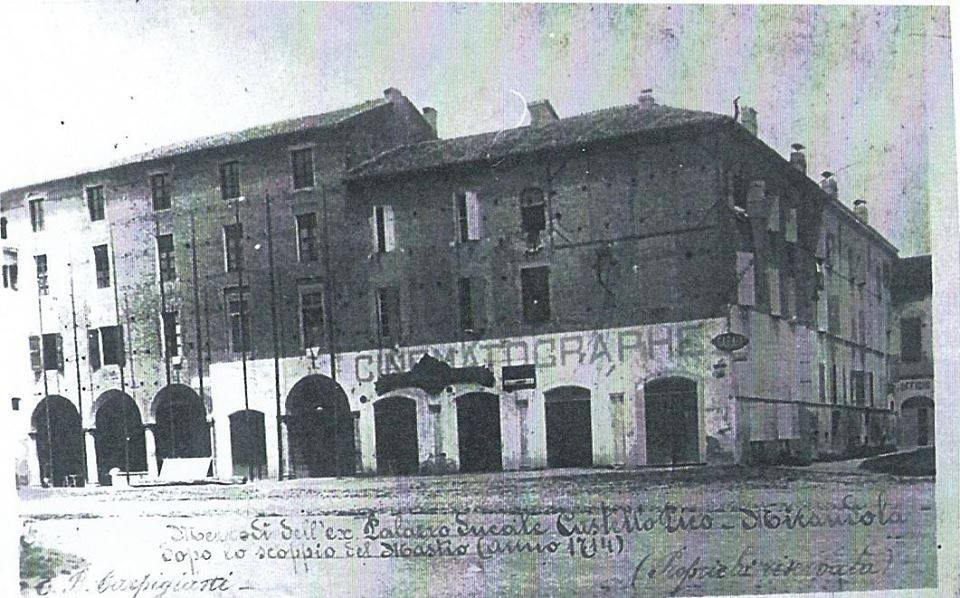
Hertogelijk paleis van Mirandola, deel van het kasteel (begin 20ste eeuw)

De oudste delen van het kasteel van Mirandola, de resten van het hertogelijk paleis, bevinden zich aan de zuidelijke zijde, tegenover het Teatro Nuovo. In het verleden werd in dit bredere deel van het Piazza della Costituente een paardenmarkt georganiseerd. De gevel heeft een portiek die rust op tien zuilen van roze marmer, gemaakt in opdracht van Alexander I Pico. Een essenhouten deur in deze portiek geeft uit op de binnenplaats en de Galleria Nuova. Ten westen van het gebouw bevinden zich de overblijfselen van de 16e-eeuwse bastion, versterkt in 1576 door Fulvia da Correggio. Deze bastion had de vorm van een ster met acht punten en was verbonden met de kasteelmuur.
Op de eerste verdieping van het hertogelijk paleis bevindt zich de elegante Carabinizaal (sala dei Carabini), met decoraties uit de 17e eeuw. Hier bevindt zich het museum

### Gevangenis
In de kelder bevindt zich de gevangenis, gemaakt van dik metselwerk met een tongewelf. Op de dikke muren zijn nog graffiti en tekeningen van gevangenen zichtbaar. Naast de gevangenis is een ruimte voor tijdelijke tentoonstellingen gemaakt .

### Galleria Nuova

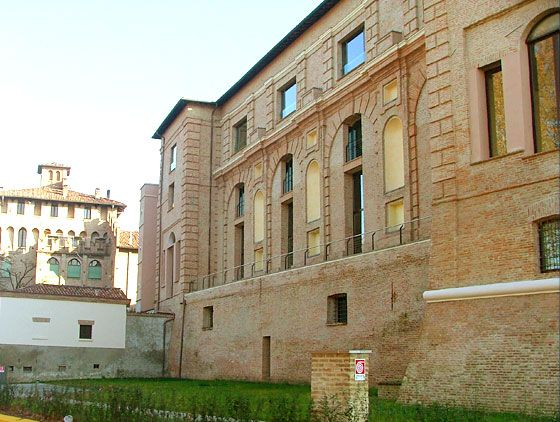
Galleria Nuova (2006)

Het centrale deel van het kasteel wordt gevormd door de Galleria Nuova (Nieuwe Galerij) waarvan de noordelijke gevel in 1668 werd opgetrokken door de hertog Alessandro II Pico della Mirandola. De Nieuwe Galerij bestaat uit een elegante loggia, in essenhout en met grote, drieledige Venetiaanse ramen, tussen twee gebouwen.
De Nieuwe Galerij werd beschilderd door Biagio Falcieri en ingericht om een galerij met schilderijen te herbergen. De galerij herbergde meer dan 300 kunstwerken van buitengewone kunstenaars als Leonardo da Vinci, Rafaël, Caravaggio, Titiaan, Paolo Veronese. Deze werden in november 1688 door hertog Alessandro II Pico werden gekocht van de advocaat Giovan Pietro Curtoni (1600-1656) uit Verona voor de prijs van 15.000 Venetiaanse dukaten.
Veel van deze meesterwerken werden in Bologna verkocht door de laatste hertog, Francesco Maria II Pico, om zichzelf te onderhouden tijdens zijn ballingschap, andere gingen verloren bij de verwoestende explosie van de donjon in 1714, terwijl andere werken (waaronder veel portretten van leden van het huis Pico en de cycli Tijdperk van de wereld en Geschiedenis van Psyche door Sante Peranda) in 1716 werden meegenomen naar het hertogelijk paleis van Mantua, waar ze nu nog steeds zijn. Andere kunstwerken bevinden zich in de Galleria Estense in Modena.

### Donjon

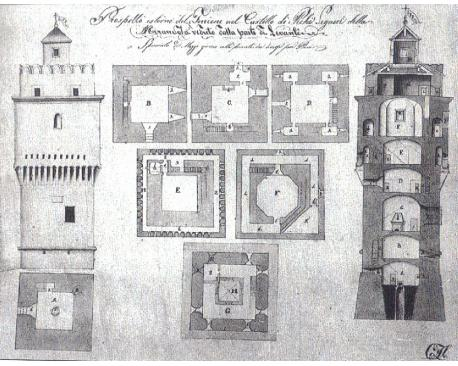
Plattegrond van Il Torrione, verwoest in 1714

De donjon, Il Torrione, werd ontworpen door Giovanni Marco Canozi uit Lendinara (zoon van Lorenzo Canozi) en werd gebouwd in 1499-1500 onder Gianfrancesco II Pico della Mirandola.
De toren, die 18 voet dikke muren had en 48 meter hoog was, werd als onneembaar beschouwd omdat hij volledig los en geïsoleerd van het kasteel stond: hij was alleen toegankelijk via een ophaalbrug op de derde verdieping.

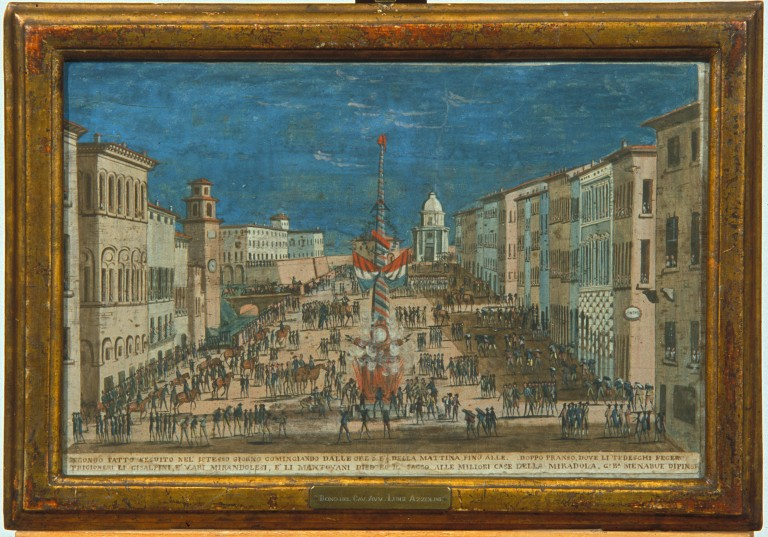
Het centrale plein van Mirandola 1799: links zijn de vestingwerken van het kasteel en de klokkentoren nog zichtbaar.

In de nacht van 11 juni 1714 tijdens een onweer sloeg de bliksem in op het dak van de toren, waardoor het kruitmagazijn, waarin 270 vaten met kruit werden bewaard, explodeerde. De schokgolf veroorzaakte ernstige schade in de hele stad en markeerde het begin van het verval van Mirandola. De kostbare staatsarchieven van het hertogdom Mirandola gingen bijna verloren: een legende vertelt dat de inwoners van Mirandola maandenlang de oude papieren van de familie Pico hergebruikten om voedsel in te verpakken.

### Vierkante toren
De vierkante toren (Torre di Piazza, later Torre delle Ore of Torre dell'Orologio genoemd) bevond zich in het uiterste noordoosten van het kasteel en keek direct uit over het huidige Piazza della Costituente, naast het Teatro Nuovo op de hoek met de Via Tabacchi. In 1837 liet de burgemeester van Mirandola, graaf Felice Ceccopieri, de klok van de toren overbrengen naar het stadhuis van Mirandola. De toren werd in 1888 afgebroken wegens zijn bouwvallige staat.
Voor de aardbeving van 2012 was het gemeentebestuur van plan het historisch gedocumenteerde en niet meer bestaande bouwvolume van de toren te reconstrueren in het kader van de heropleving van de historische kern van de stad.

### Greco-Corbelli-theater

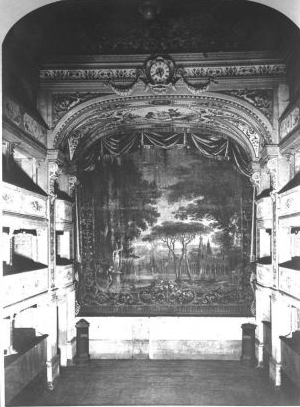
Het Greco-Corbelli-theater

In 1789 vroeg en kreeg graaf Ottavio Greco-Corbelli van hertog Ercole III d'Este toestemming om een modern theater in te richten in het kasteel van Mirandola, op de plaats waar destijds de milities van het hertogdom Modena waren gehuisvest.
Voor dit theater, gebaseerd op een project van de architect Giuseppe Maria Soli, werden twee bestaande zalen aangepast, waardoor een grote zaal ontstond met loges over drie verdiepingen en zitplaatsen in een hoefijzervorm. Er werden ook grote decorstukken gebouwd, zoals gebruikelijk in de theatertraditie van het einde van de 18e eeuw. Het Greco-Corbelli-theater, officieel ingehuldigd op 29 september 1791, raakte in verval in de laatste twee decennia van de 19e eeuw tot de volledige sluiting in 1894.
De plaatselijke kronieken vermelden echter een buitengewone filmprojectie op 31 oktober 1896 (de eerste in Italië ooit, slechts een jaar na de eerste experimenten van de gebroeders Lumiere) door de uitvinder, fotograaf en pionier van de Italiaanse film Italo Pacchioni (geboren in het kasteel in 1872). Meer recentelijk werd in het voormalige Grecotheater de Pico Cinema opgericht, die eind jaren tachtig werd gesloten.

## Musea

### Stedelijk Museum

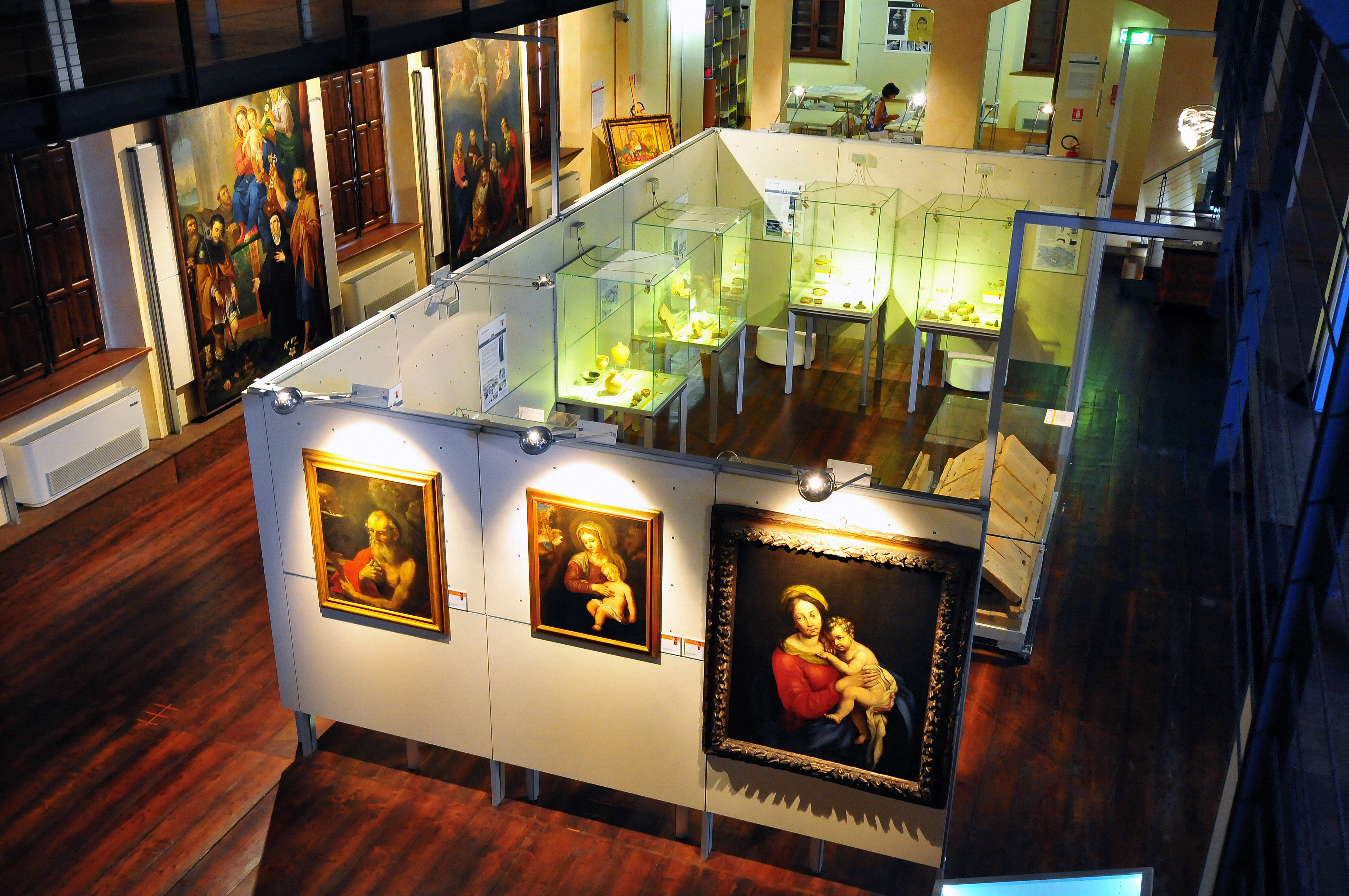
Stedelijk museum voor de aardbeving van 2012

In 2006, na de heropening van het kasteel voor het publiek, werd het Stedelijk Museum van Mirandola (voorheen gevestigd in de gemeentelijke bibliotheek "Eugenio Garin") hier ondergebracht. De collectie van archeologische voorwerpen gevonden in Mirandola, religieuze kunstwerken, antieke meubels en schilderijen (waaronder een mooie Madonna met kind toegeschreven aan Guercino), numismatiek (munten geslagen in Mirandola en medailles van Pisanello en Niccolò Fiorentino) werd verdeeld over twaalf zalen.
Andere afdelingen van het museum waren gewijd aan het huis Pico en aan de vorsten van het Huis Este, met oude portretten waaronder een kostbaar portret van Alfonso IV d'Este door Justus Sustermans en een portret van Alessandro I Pico door Sante Peranda.
Een specifieke zaal was gewijd aan de beroemde Giovanni Pico della Mirandola, belangrijk humanistisch filosoof uit de Renaissance, en aan zijn neef Gianfrancesco II Pico della Mirandola, man van de letteren.
In het laatste deel van het museum werden talrijke portretten van politici en schrijvers uit de 19e eeuw tentoongesteld, evenals een afdeling gewijd aan muziek en het plaatselijke gemeentelijk orkest.
Het museum had ook een collectie prenten uit de 16e tot de 20e eeuw, diverse goederen van de oude Berg van Barmhartigheid van de Franciscaanse monniken en een verzameling militaire artefacten (wapens, schilden en harnassen uit de 15 en 16e eeuw).

### Biomedisch Museum

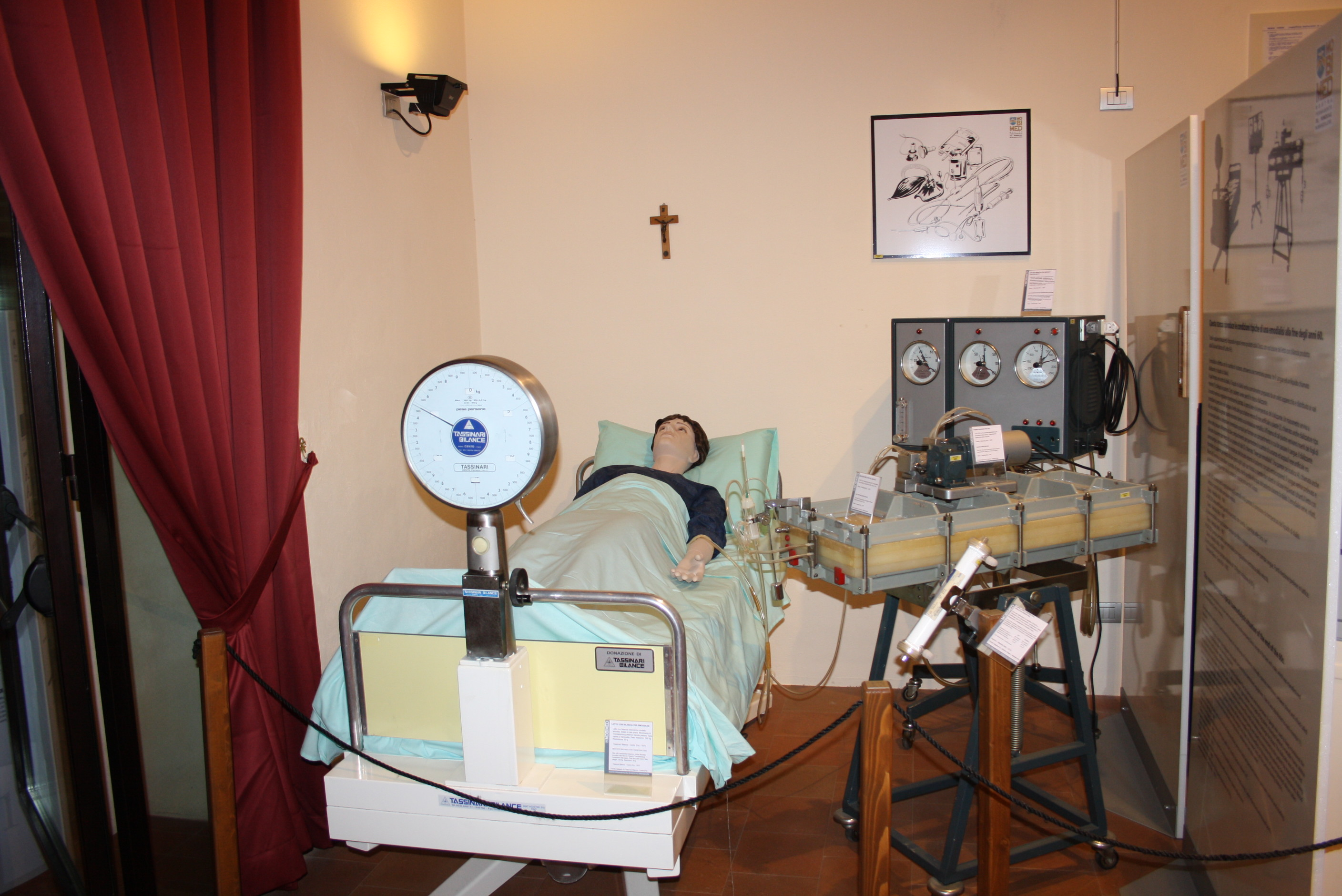
Biomedisch Museum

Sinds 2010 was in het kasteel permanent de tentoonstelling "Mobilmed" te zien, die de geschiedenis van de biomedische industrie van Mirandola toont. Echter, na de ernstige schade veroorzaakt door de aardbeving van 2012, werd de tentoonstelling verplaatst naar de Via Odoardo Focherini.

### Fondazione Cassa di risparmio di Mirandola
Op de bovenste verdieping van het kasteel was het hoofdkantoor van de Fondazione Cassa di Risparmio di Mirandola gevestigd, waar een rijke collectie prenten en historische kaarten van de stad Mirandola (onderdeel van het Giulio Cesare Costantini-fonds) en oude wapens van het hertogdom Mirandola werden bewaard.

### Leica-zaal
Ook op de bovenste verdieping was de Leica-zaal, waar de plaatselijke fotoclub Circolo Fotografico Mirandolese regelmatig tentoonstellingen organiseerde van artistieke foto's, gemaakt door professionals en liefhebbers van fotografie en Leica-camera's.